# گوریل رود کراس
گوریل رود کراس (به انگلیسی: Cross River gorilla) زیرشاخه‌ای از سرهٔ گوریل غربی است. گوریل رود کراس از گونه‌های در خطر انقراض محسوب می‌شود و هم‌کنون تنها حدود کمتر از ۳۰۰ عدد از این گونه در جهان باقی‌مانده‌است.
تنها زیستگاه طبیعی گوریل کراس ریور، جنگل بارانی کوهستانی واقع در امتداد مرز کامرون و نیجریه است.